# Giri Purno
Giri Purno is een bestuurslaag in het regentschap Tebo van de provincie Jambi, Indonesië. Giri Purno telt 2051 inwoners (volkstelling 2010).